# Nguyễn Vũ (Tam Quốc)
Nguyễn Vũ (chữ Hán: 阮瑀, ? – 212), tự Nguyên Du, người huyện Úy Thị, quận Trần Lưu , là nhà văn cuối đời Đông Hán trong lịch sử Trung Quốc, một trong Kiến An thất tử.

## Tiểu sử
Vũ thuở nhỏ theo học Thái Ung. Thời Kiến An, Đô hộ Tào Hồng muốn sử Vũ làm Chưởng thư ký, ông rốt cục không nhận lời. Sau đó Tào Tháo lấy Vũ làm Tư không Quân mưu tế tửu, quản ký thất. Công văn của Tào Tháo đều do Vũ cùng Trần Lâm chấp bút.
Vào lúc Tào Tháo đánh quân Tây Lương ở Trường An (211), sai Vũ viết thư gởi cho Hàn Toại. Khi ấy Tào Tháo vừa đi ra ngoài, Vũ làm tùy tòng, bèn thảo thư ngay trên mình ngựa. Vũ thảo xong, trình lên cho Tào Tháo; ông ta cầm sẵn bút để sửa lại, nhưng không thể thêm bớt chữ nào. Về sau Vũ được làm Thương tào duyện thuộc.
Năm Kiến An thứ 17 (212), Vũ mất.

## Tồn nghi
Văn sĩ truyện của Trương Chất kể rằng Tào Tháo nghe tiếng của Vũ, vời ông, nhưng Vũ không nhận lời. Tào Tháo liên tục thúc ép, nên Vũ trốn vào trong núi. Tào Tháo sai người đốt núi, bắt được Vũ đem về. Bấy giờ Tào Tháo chinh thảo Trường An, mở tiệc đãi khách, giận Vũ không nghe lời, xếp ông vào phường nhạc. Vũ giỏi âm nhạc, có thể chơi cổ cầm, vừa gảy đàn vừa ca rằng: "Dịch dịch thiên môn khai, Đại Ngụy ứng kỳ vận. Thanh cái tuần cửu châu, tại đông tây nhân oán. Sĩ vi tri kỷ tử, nữ vi duyệt giả ngoạn. Ân nghĩa cẩu phu sướng, tha nhân yên năng loạn." Nhạc đã hay, lời lại hợp ý, khiến Tào Tháo rất đẹp lòng.
Bùi Tùng Chi chú giải Tam quốc chí, cực lực phản bác thuyết này. Bùi Tùng Chi dẫn chứng từ Điển lược của tác giả Ngư Hoạn và Văn chương lưu biệt luận của tác giả Chí Ngu (quen gọi là Văn chương chí), cho biết các sách này đều chép "Vũ vào đầu thời Kiến An xưng bệnh tránh việc, không chịu khuất bởi Tào Hồng. Được Tào Tháo triệu, lập tức ném gậy mà đứng dậy." Qua đó Bùi Tùng Chi khẳng định không có việc Vũ trốn vào trong núi, bị đốt núi nên phải chạy ra. Điển lược còn chép việc Tào Tháo bắt đầu chinh thảo Kinh Châu vào năm 208, đã sai Vũ làm thư gởi cho Lưu Bị, trong khi Văn sĩ truyện kể rằng Tào Tháo vừa bắt được Vũ, liền chinh thảo liên quân Mã Siêu – Hàn Toại ở Trường An vào năm 211, như thế là không đúng. Huống hồ Vũ mất vào năm 212, Tháo được sách phong Ngụy công vào năm 213, như thế câu ca "Đại Ngụy ứng kỳ vận" là quá đỗi sằng bậy.

## Hậu nhân
Vũ có con trai là Nguyễn Hi, Nguyễn Tịch, cháu nội là Nguyễn Hàm (con Hi), Nguyễn Hồn (con Tịch). Nguyễn Tịch và Nguyễn Hàm đều là thành viên của Trúc lâm thất hiền, sử cũ có truyện.

## Tác phẩm
Vũ được Tào Phi xếp vào nhóm 7 văn xuất chúng bậc nhất cuối đời Đông Hán, đời sau gọi là Kiến An thất tử. Tác phẩm của Vũ ngày này vẫn còn Nguyễn Nguyên Du tập (阮元瑜集), 4 quyển.
- Bài thơ tiêu biểu:

| Nguyên tác: 七哀诗 丁年难再遇, 富贵不重来. 良时忽一过, 身体为土灰. 冥冥九泉室, 漫漫长夜台. 身尽气力索, 精魂靡所能. 嘉肴设不御, 旨酒盈觞杯. 出圹望故乡, 但见蒿与莱. | Hán Việt: Thất ai thi Đinh niên nan tái ngộ, phú quý bất trùng lai. Lương thì hốt nhất quá, thân thể vi thổ hôi. Minh minh cửu tuyền Thất, mạn mạn trường dạ Thai. Thân tẫn khí lực tác, tinh hồn mĩ sở năng. Gia hào thiết bất ngự, chỉ tửu doanh thương bôi. Xuất khoáng vọng cố hương, đãn kiến hao dữ lai. | Dịch nghĩa: (chưa có) | Dịch thơ: (chưa có) |